# Nowiny Lekarskie
Nowiny Lekarskie (ang. „Medical News”) – jedno z najstarszych czasopism naukowych o tematyce medycznej w Polsce, pierwotnie wydawane przez Poznańskie Towarzystwo Przyjaciół Nauk pod pełnym tytułem „Nowiny Lekarskie. Organ Wydziału Lekarskiego Towarzystwa Przyjaciół Nauk Poznańskiego”. 

## Charakterystyka
Pierwszy numer ukazał się w styczniu 1889, otwierał go artykuł poświęcony życiu Karola Marcinkowskiego (pt. „Dziedzictwo Ducha”). Czasopismo, w którym publikowano również wyniki prac zagranicznych autorów, odegrało istotną rolę jako medium informacji naukowej. Poza dużą dbałością o poziom merytoryczny publikowanych treści przykładano szczególną wagę do poziomu języka polskiego – co jest warte podkreślenia, zważywszy na fakt, że „Nowiny Lekarskie” ukazywały się w okresie silnej germanizacji. Czasopismo wydawane było, z przerwą w latach okupacji, do 1950, kiedy to zarządzeniem władz centralnych zostało zlikwidowane.
Z okazji 100-lecia czasopisma w 1989 wydano jubileuszowy numer. W roku następnym dzięki wysiłkom prof. dr. hab. Antoniego Pruszewicza zostało reaktywowane jako dwumiesięcznik. Do dzisiejszego dnia wydawane jest przez Wydawnictwo Naukowe Uniwersytetu Medycznego im. Karola Marcinkowskiego w Poznaniu (wcześniej Akademii Medycznej). 
Funkcję redaktora naczelnego do 2001 pełnił prof. dr hab. Jan Hasik. Po jego śmierci w 2001 roku redaktorem naczelnym „Nowin Lekarskich” został prof. dr hab. Marian Grzymisławski.
Od stycznia 2014 czasopismo wydawane jest jako kwartalnik pod zmienioną nazwą „Journal of Medical Science”.
Punktacja Ministerstwa Nauki i Szkolnictwa Wyższego za 2017 – 10 pkt.